# Новая Жизнь (Буда-Кошелёвский район)
Новая Жизнь (бел. Новае Жыццё) — посёлок в Губичском сельсовете Буда-Кошелёвского района Гомельской области Белоруссии.
На западе граничит с лесом.

## География

### Расположение
В 19 км на запад от Буда-Кошелёво, 67 км от Гомеля, 11 км от железнодорожной станции Забабье (на линии Жлобин — Гомель).

## Транспортная сеть
Транспортные связи по просёлочной, затем автомобильной дороге Жлобин — Гомель. Планировка состоит из короткой прямолинейной улицы, ориентированной с юго-запада на северо-восток и застроенной деревянными домами усадебного типа.

## История
Основан в начале XX века переселенцами с соседних деревень. В 1925 году в Губичском сельсовете Буда-Кошелёвского района Бобруйского округа. В 1930 году в посёлок переселились жители посёлок Дубенск. В 1931 году жители посёлка вступили в колхоз. Во время Великой Отечественной войны оккупанты сожгли 8 дворов. На фронте погибли 10 жителей посёлка. В 1959 году в составе колхоза имени Ф. Энгельса (центр — деревня Губичи).

## Население

### Численность
- 2004 год — 5 хозяйств, 6 жителей.

### Динамика
- 1925 год — 28 дворов.
- 1940 год — 43 двора, 240 жителей.
- 1959 год — 141 житель (согласно переписи).
- 2004 год — 5 хозяйств, 6 жителей.